# Oblovka žravá
Oblovka žravá (Lissachatina fulica, achatina žravá) je suchozemský plž původně obývající tropické lesy střední Afriky. Hlavní složku jeho potravy činí shnilé listy a spadané ovoce. Patří mezi 100 nejhorších invazních druhů světa.

## Popis
Oblovka žravá patří mezi největší suchozemské plže. Její ulita dorůstá délky až 20 cm, průměrně však kolem 12 cm. Váha se pohybuje kolem 150 g, maximálně do 300 g. Dožívá se 5 – 20 let, v zajetí i 23 let. Pohybuje se pomocí svalnaté nohy, která při natažení může být až o 10 cm delší než ulita. Barva může být různá, od krémové po tmavě hnědou. Zbarvení ulity je variabilní v závislosti na podmínkách a potravě, nejčastěji je však ulita hnědá se světlými pruhy. Důležitým identifikačním znakem tohoto druhu je bílý nebo modrobílý střední sloupek ulity (kolumela).
Achatina žravá díky své schopnosti adaptace na odlišné podmínky i mimo oblast přirozeného výskytu patří mezi invazní druhy. Například zimě se brání zahrabáním až do hloubky 20 cm. Při absenci přirozených nepřátel působí v nových lokalitách obrovské škody v zemědělství.
Kupříkladu na Floridě se tento druh přemnožil v letech 1966, 2011 a 2022. V české přírodě se africké achatiny již také běžně rozšířily, ale nepůsobí zde žádné škody, ani není zatím znám případ rozmnožování v divoké přírodě. V České a Slovenské republice je rozšířena oblovka lesklá (Cochlicopa lubrica), která nemá s rodem Achatina pocházejícího z Afriky zcela nic společného, proto by měl být tento druh chovateli nazýván Achatina, aby nedocházelo k slovním záměnám s českými oblovkami.
V přirozené domovině je lidmi vyhledávana jako zdroj potravy. Ulity se využívají jako pomocný nástroj na sadbu zeleniny a ovoce.

## Rozmnožování
Stejně jako ostatní hlemýždi, jsou hermafrodité, což znamená, že každý jedinec má jak samčí, tak samičí pohlavní orgány. Většinou vyhledávají druhého jedince, ale v nevyhovujícím chovu může vajíčka naklást i samotný jedinec. Asi po 8 – 20 dnech po oplození následuje nakladení asi 200 vajíček (dokonce může až 500). Ty oblovka zahrabe do půdy. Cca 14 dní po nakladení se z vajíček vylíhnou malé oblovky o velikosti cca 4-7mm. První snůšky bývají často neoplodněné, tzv. zkušební.

## Chov v zajetí

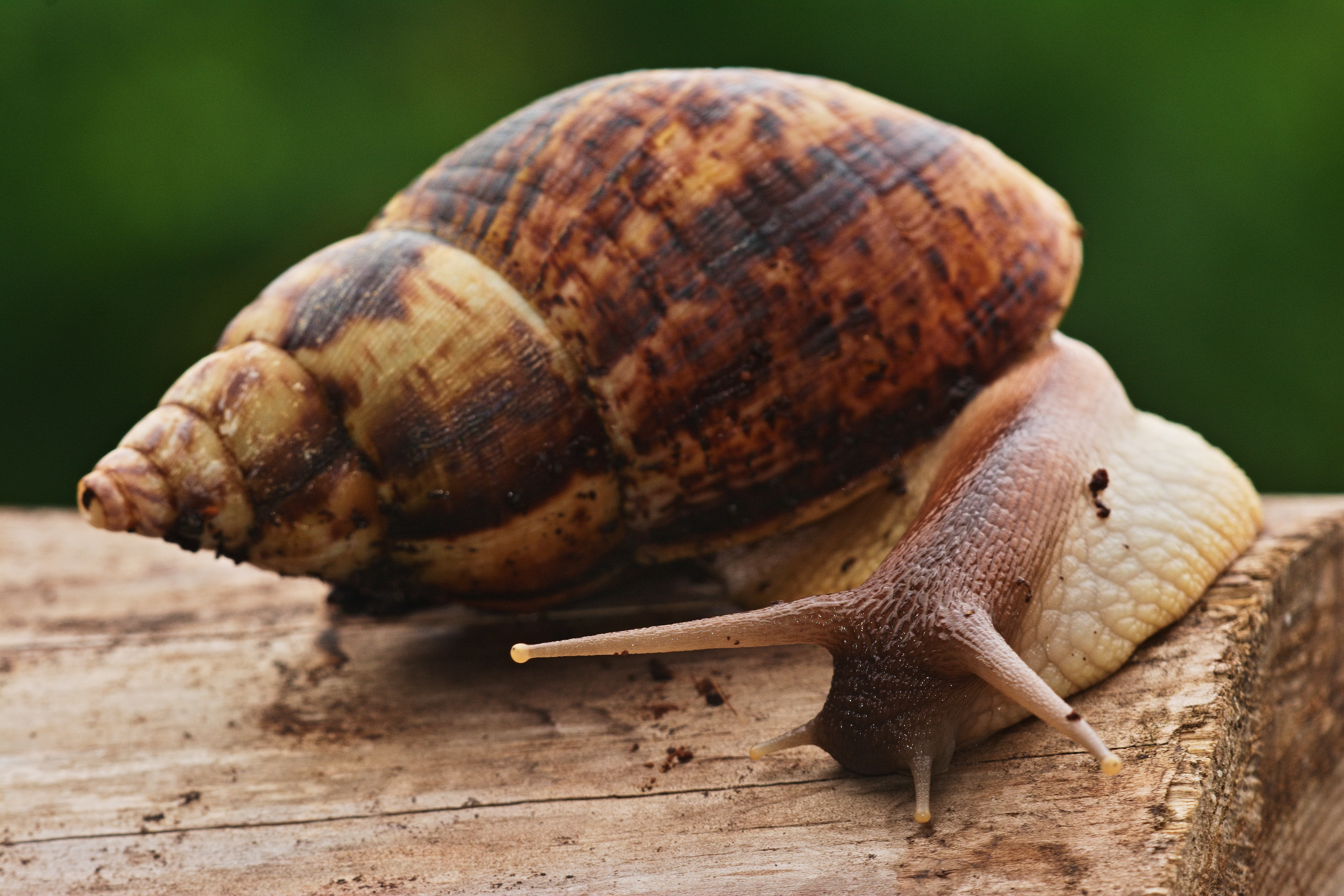
Lisachatina reticulata

Achatiny se poslední dobou chovají čím dál víc, a to jako domácí mazlíčci. Pro chov achatin je vhodné terárium a už méně plastový box, neboť nedochází ke správné cirkulaci vzduchu. Jako nejsnazší podestýlku do dané ubikace lze použít: lisovaný kokosový substrát (Lignocel), který zadržuje potřebnou vlhkost nebo listovou hrabanku z lesa. V nejzazším případě lze použít i rašelinu, kterou je nutno smíchat s mletým dolomitem, nebo vápencem (kvůli její kyselosti). Jako další by neměl chybět přísun vápníku, v našich podmínkách ho doplňujeme sépiovou kostí, mletým vápencem a nebo mletým dolomitem.

### Krmivo
- ovoce – hroznové víno, jablko, hruška, švestka, malina, jahoda, ostružina, meloun, broskev, meruňka, třešeň, banán, litchi, ananas, papája atd..
- zelenina – salát, okurka, mrkev (pokud možno nastrouhaná), kopr, petržel, pórek, čínské zelí atd.
- byliny – smetánka (tj. pampeliška), jitrocel, jetel
- sépiová kost

## Druhy oblovek
- Oblovka obrovská (Achatina achatina)
- Achatina immaculata var. immaculata